# Australothele
Australothele là một chi nhện trong họ Dipluridae.